# Hepatica acutiloba
Hépatique aux lobes pointus, Hépatique acutilobée
Espèce
Classification APG II (2003)
Hepatica acutiloba, l’Hépatique aux lobes pointus ou Hépatique acutilobée, est une espèce de plantes herbacées de sous-bois (érablières surtout), appartenant au genre Hepatica, lui-même classé dans la famille des Ranunculaceae.
Elle est nettement moins rare que l'espèce voisine H. americana, c'est l'une des premières fleurs du printemps.

## Classification
Cette espèce est parfois classée dans le genre Anemone (toujours au sein de la famille des Ranunculaceae), sous le nom d'espèce Anemone acutiloba, A. hepatica ou A. americana, en raison d'échancrures plus ou moins profondes dans l'involucre floral.

## Étymologie
Son nom de genre (Hepatica) provient de la forme de ses feuilles, lesquelles rappellent vaguement les lobes du foie.
Attention, le mot français « hépatique » est ambigu en botanique ; il désigne également un tout autre taxon : les Marchantiophytes (Marchantiophyta, regroupant de petites plantes embryophytes terrestres ayant conservé des caractères « ancestraux », autrefois aussi nommés Hepaticophyta, Hepatophyta ou Hepaticae).

## Habitat
Comme les 9 autres espèces appartenant à ce genre, cette plante vit dans les sous-bois ouverts de certaines forêts feuillues des zones fraiches et plutôt calcaires de l'Amérique du nord et plus spécialement dans les érablières (selon l'un de ses noms autochtones rapporté par Frère Marie-Victorin (1885-1944), c'est la plante « qui surveille les érables », et cette plante est effectivement phytosociologiquement associée aux érablières).
C'est une plante des forêts froides qui a besoin d'une couche de protection neigeuse la protégeant des  gelées hivernales.

## Répartition
Hepatica acutiloba est originaire du centre-est de l'Amérique du Nord.

## Description
Hepatica acutiloba atteint environ 10 cm.
Les jeunes feuilles sont vert sombre et forment 3 ou 5 lobes aigus. Selon la flore laurentienne, « les feuilles nouvelles n'apparaissent qu'après la floraison ».
Les hampes (de 10-20 cm de long) sont velues ; les pièces de l'involucre aiguës ou subaiguës. Floraison printanière. Bois rocheux. Ouest et sud du Québec.
Les fleurs ont des couleurs variable (du blanc au violet en passant par les roses). Elles sont hermaphrodites (la plante tend à être dioïque), formées en automne puis protégée sous la neige, elles s'ouvrent de février à mai, portées chacune par une tige duvetée. Les pièces de l'involucre sont aiguës ou subaiguës. Les fleurs sont pollinisées par des papillons, des mouches et d'autres insectes.
La reproduction est remarquable : la plante ses ressème sur place via le mécanisme suivant : une fois fécondée, la fleur s'incline vers le sols au bout de son pédoncule (antérieurement dressé) ; jusqu'à ce que ce dernier appuie l'involucre sur le sol, où les akènes n'auront plus qu'à germer, tout en étant « protégés comme par un toit, par les trois folioles de l'involucre ».
Les fruits sont des akènes, petites têtes colonnaires arrondies, portés par des pédicelles de 1 à 4 mm de long. Mûrs, ils sont de forme ovoïde, long de 3,5 à 4,7 mm d et large de 1,3 à 1,9 mm de. Légèrement ailés ils tendent à ne pas avoir de bec.

## Usages médicinaux
Bien que toxiques à fortes doses, ses feuilles et fleurs étaient utilisées à petite dose par les amérindiens, pour leurs propriétés astringente, émolliente et diurétique,,.